# Киз, Алиша
Али́ша Одже́лло Кук (англ. Alicia Augello Cook; род. 25 января 1981, Нью-Йорк), профессионально известная как Али́ша Киз (англ. Alicia Keys), — американская певица, пианистка, автор песен, выступающая в стилях ритм-энд-блюз, соул и неосоул, лауреат пятнадцати наград «Грэмми».

## Детство, образование и начало карьеры
Алиша Оджелло Кук родилась и выросла в Нью-Йорке, в бедном районе Манхэттена в семье помощницы адвоката и актрисы Терезы Оджелло и стюарда Крейга Кука. Мать Алиши ирландско-итальянского происхождения, а отец — афроамериканец.
Алиша начала писать музыку в 14 лет. Она прошла обучение в престижной школе исполнительских искусств Professional Performing Arts School в возрасте 16 лет всего за три года. Поступив в Колумбийский университет, спустя четыре недели Алиша бросила его ради музыкальной карьеры. Она подписала пробный контракт с Джермейном Дюпри и его лейблом So So Def (тогда — часть Columbia Records). Она приняла участие в написании и записи песни «Dah Dee Dah (Sexy Thing)», которая появилась в саундтреке к блокбастеру 1997 года «Люди в чёрном». Эта песня стала первой профессиональной записью Алиши. Тем не менее, песня не была выпущена как сингл и контракт с Columbia быстро истёк.
В 1998 году Алиша познакомилась с импресарио Клайвом Дэвисом, который подписал с ней контракт и устроил её на Arista Records. Именно по предложению Дэвиса 16-летняя исполнительница взяла сценический псевдоним Киз. После роспуска лейбла Киз уходит вместе с Дэвисом в его новую звукозаписывающую компанию J Records. Она записывает песни «Rock with U» и «Rear View Mirror», которые появляются в саундтреках к фильмам «Шахта» (2000) и «Доктор Дулиттл 2» (2001) соответственно. Далее Киз выпускает свой дебютный альбом.

## 2000-е

### «Songs in A Minor»

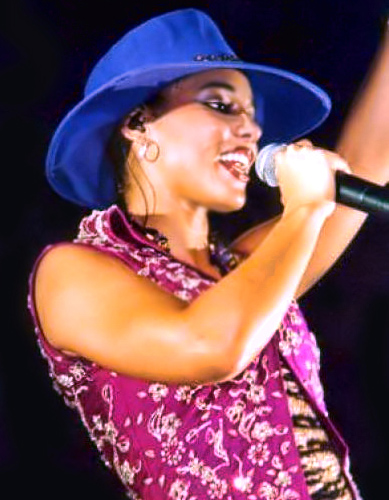
Киз во Франкфурте в 2002 году

Киз выпускает свой первый студийный альбом «Songs in A Minor» 5 июня 2001 года. Альбом приносит ей популярность по всему миру: он расходится в первую неделю продаж в количестве 235 тысяч копий и, впоследствии, переваливает через отметку 10 миллионов единиц по всему миру. В США по продажам альбома Киз становится лучшим новым артистом и лучшим R&В артистом 2001 года. Критики также в большинстве рецензируют альбом положительно и сравнивают Алишу с такими корифеями ритм-н-блюза как Стиви Уандер, Марвин Гей и Лорен Хилл. 22 октября 2002 года «Songs in A Minor» переиздается как «Remixed & Unplugged in A Minor» — с восемью ремиксами и семью «бескупюрными» версиями тех же песен, что и в оригинале.
Первый сингл с альбома, песня «Fallin’», широко проигрывается на разноформатных радио и проводит шесть недель на первой позиции чарта Billboard Hot 100. Второй сингл, «A Woman’s Worth», достигает там же третьей позиции.
С альбомом Киз завоевала пять наград Грэмми на 44-й церемонии в 2002 году, победив в номинациях «Песня года», «Лучшее женское вокальное R&B-исполнение», «Лучшая R&B-песня» — «Fallin’», «Лучший новый артист» и «Лучший R&B-альбом». «Fallin’» также номинировалась как «Запись года». Киз стала второй сольной артисткой, выигравшей пять Грэмми за одну ночь, после Лорин Хилл на 41-й церемонии.
Киз исполнила песню Донни Хатауэй 1973 года «Someday We’ll All Be Free» на благотворительном концерте после терактов 11 сентября.
В 2002 году Киз записала песню «Gangsta Lovin’» с рэпершей Ив и песню «Impossible» с Кристиной Агилерой для её альбома «Stripped».

### «The Diary of Alicia Keys»
Продолжая свой успех, Киз выпускает второй студийный альбом «The Diary of Alicia Keys» 2 декабря 2003 года. Альбом был расхвален критиками и дебютировал на первом месте в США, разошедшись, согласно Nielsen SoundScan, в первую неделю более, чем в 618 тысяч копий и был продан в США в количестве 4,4 миллиона экземпляров, став шестым альбомом-бестселлером среди артисток и вторым среди R&B-артисток. На сегодня[когда?] альбом разошёлся тиражом около 9 миллионов копий по всему миру.
Первые два сингла, «You Don’t Know My Name» и «If I Ain’t Got You», попали в первую пятёрку Hot 100, а третий сингл, «Diary», попал в первую десятку. «Karma», эклектичная классическая/хип-хоповая песня как четвёртый сингл попала на 20-е место в Hot 100 и на третье в Billboard Top 40 Mainstream.

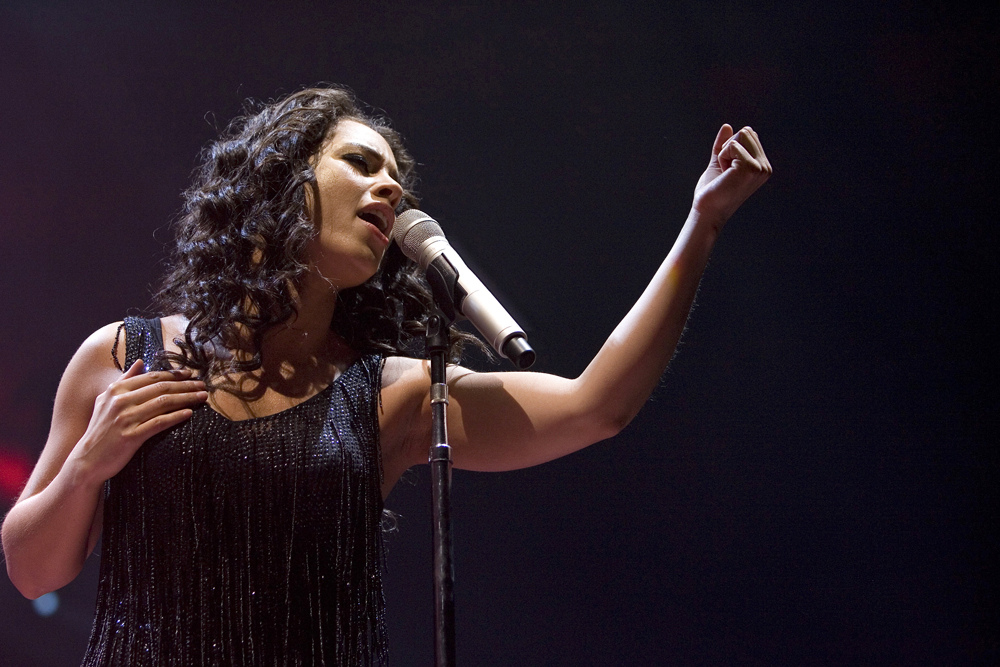
Выступление в марте 2008 года

Песня «If I Ain’t Got You» провела в чарте Billboard Hot R&B/Hip-Hop Songs более года, что побило рекорд сингла «Your Child» Мэри Джей Блайдж, который провёл там же 49 недель.
Алиша Киз стала самой продаваемой артисткой в стиле R&B 2004 года.
В том же году на MTV Video Music Awards видео «If I Ain’t Got You» победило в номинации «Лучшее R&В видео», а также она аккомпанировала в тот вечер Ленни Кравицу и Стиви Уандеру в их выступлении с песней Уандера «Higher Ground».
В 2005 году Киз выиграла последовательно свою вторую награду за «Лучшее R&В видео» за видео «Karma».
На 47-й церемонии Грэмми в 2005 году Киз исполнила «If I Ain’t Got You», второй сингл с альбома, а затем присоединилась к Джейми Фоксу и Куинси Джонсу в исполнении песни Хоги Кармайкла «Georgia on My Mind», ставшей знаменитой в 1960 году в исполнении Рэя Чарльза.
В тот же вечер Алиша унесла домой четыре Грэмми: «Лучшее женское вокальное R&B-исполнение» за «If I Ain’t Got You», «Лучшая R&B-песня» за «You Don’t Know My Name», «Лучший R&B-альбом» за The Diary of Alicia Keys, а также «Лучшее вокальное R&B-исполнение дуэтом или группой» за «My Boo» с Ашером. Кроме этого, Алиша номинировалась в категориях «Альбом года», «Песня года» за «If I Ain’t Got You», «Лучшее вокальное R&B-исполнение дуэтом или группой» за «Diary» с Tony! Toni! Toné!, а также «Лучшая R&B-песня» за «My Boo».

### «Unplugged»
Киз исполнила и сняла свой вклад в серию живых концертов MTV Unplugged 14 июля 2005 года в Бруклинской музыкальной академии. В течение этой сессии Киз добавила новые аранжировки таким своим песням как «A Woman’s Worth» и фанковой «Heartburn», а также исполнила несколько кавер-версий. Частью публики Киз были приглашённые исполнители. Она исполнила композиции «Love It or Leave It Alone» вместе с рэперами Common и Mos Def, «Welcome to Jamrock» с регги-артистом Дэмианом Марли и кавер песни Rolling Stones 1971 года «Wild Horses» с лидером группы Maroon 5 Адамом Левином.
Помимо этого, Киз исполнила кавер на песню «Every Little Bit Hurts», прежде исполняемую такими артистами как Арета Франклин и Бренда Холлоуэй; представила две новые оригинальные песни: «Stolen Moments» и «Unbreakable», главный сингл альбома, которые достигли 4-го и 34-го мест в Billboard Hot R&B/Hip-Hop и Hot 100 соответственно. Альбом оказался более успешным в чарте Billboard Hot Adult R&B Airplay, где он находился на первой позиции одиннадцать недель к конце 2005 года.
Концерт был выпущен на CD и DVD 11 октября 2005 года под простым названием «Unplugged». Альбом дебютировал на первом месте в чарте Billboard 200 с 196 тысячами проданных единиц в первую неделю. К настоящему времени[когда?] альбом продан в количестве миллиона копий в США и двух миллионов по всему миру. Таким образом, дебют Киз в MTV Unplugged стал самым верхним для альбомов этой серии с поры альбома группы Nirvana 1994 года, а также первым для артисток, дебютировавшим на первом месте.
Альбом получил пять номинаций на Грэмми 2006 года: «Лучшее женское вокальное R&B-исполнение» для «Unbreakable», «Лучшее традиционное вокальное R&B-исполнение» за «If I Was Your Woman», «Лучшее вокальное R&B-исполнение дуэтом или группой» для её перепевки песни Марвина Гэя и Тамми Террелл «If This World Were Mine» с Джермейном Полом, «Лучшая песня в стиле R&B» для «Unbreakable» и «Лучший альбом в стиле R&B». Альбом выиграл в том же году три награды NAACP Image Awards: «Выдающаяся артистка», «Выдающаяся песня» («Unbreakable») и «Выдающееся музыкальное видео» для «Unbreakable».
Киз провела остаток года, занимаясь благотворительными проектами, и попробовала себя в качестве актрисы в фильмах «Козырные тузы» и «Дневники няни», которые вышли в начале 2007 года.

### «As I Am»

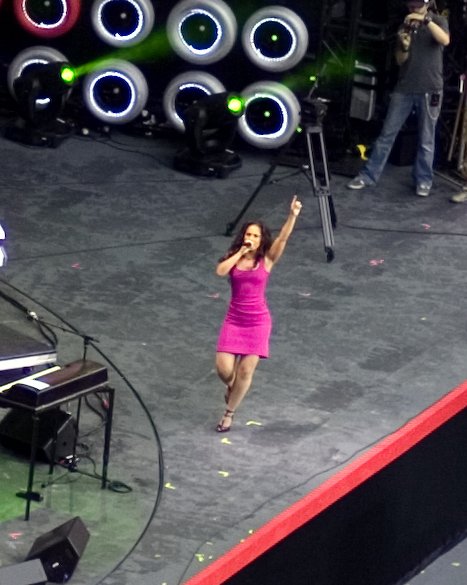
На фестивале Live Earth

С конца 2006 года Киз работала над своим третьим студийным альбомом «As I Am», который был выпущен 13 ноября 2007 года. Киз так говорила об альбоме на MTV в начале 2007 года: «Все идет невероятно. Я влюблена в этот альбом. Он очень свеж и нов». «As I Am» дебютировал первым номером в Billboard 200 с продажами в первую неделю выпуска в 742 тысячи копий, что стало второй самой большой неделей продаж в 2007 году и самой большой для сольной артистки с поры альбома Норы Джонс 2004 года «Feels Like Home», а также стало личным рекордом для самой Киз. «As I Am» стал для Киз четвёртым последовательным альбомом номер один в Billboard 200, связывая её в наибольшем количестве дебютов номер один среди артисток с Бритни Спирс. Альбом также дебютировал первым номером в чарте United World Chart за 876 тысяч копий продаж. Альбом был продан в количестве более миллиона копий всего за две первые недели после выпуска.
Главный сингл альбома — песня «No One» — дебютировал 71-м номером в Hot 100 и достиг первого места, став для Киз третьим номером один в этом чарте и также её пятым номером один в чарте Hot R&B/Hip-Hop Songs.
Кроме того, песня принесла Киз награды Грэмми 2008 года в номинациях «Лучшее женское вокальное R&B-исполнение» и «Лучшая R&B-песня». Алиша Киз открыла саму церемонию, исполняя песню 1950 года «Learnin' the Blues» Фрэнка Синатры виртуальным дуэтом с ним. Позже на церемонии она исполнила «No One» с Джоном Мейером — гитаристом и вокалистом, участвовавшим в записи «As I Am».
Второй сингл с альбома, песня «Like You’ll Never See Me Again», выпущенный в конце 2007 года, попал в первую пятнашку Hot 100. Третий сингл — «Teenage Love Affair» — достиг третьего места в R&B-чарте, дебютировав сначала на 60-м месте. Киз исполнила эту песню на BET Awards, где она также исполнила хиты 1990-х вместе женскими R&B-группами, их оригинальными исполнителями: «Weak» c SWV, «Hold On» c En Vogue и «Waterfalls» с TLC, SWV и En Vogue. На той же церемонии Киз получила награду как «Лучшая R&B-артистка».
Киз подтвердила, что песня «Superwoman» — четвёртый и последний сингл с альбома «As I Am».
Одна из американских газет сообщила, что Алиша Киз за её альбом «As I Am» получила пять номинаций на American Music Award 2008 года.
В ноябре 2008 года выходит переиздание альбома, названное As I Am: The Super Edition. Помимо всех прежних треков оно включает в себя песню «Another Way to Die» из фильма «Квант милосердия» о Джеймсе Бонде, а также два других новых трека и второй диск с записями пяти песен с живого выступления в Лондоне в начале 2008 года.

### «Another Way to Die» и другие проекты (2008—2009)
Алиша Киз и Джек Уайт из White Stripes записали главную музыкальную тему для фильма «Квант милосердия», 22-го фильма о Джеймсе Бонде. Песня «Another Way to Die» стала первым дуэтом в истории саундтреков для Бондианы. Уайт написал и спродюсировал песню, он также играет на гитаре и барабане в то время, как Киз играет на фортепиано. Видеодля песни снималось в Торонто 6 сентября 2008 года, когда Киз была на кинофестивале в Торонто, представляя свой новый фильм «Тайная жизнь пчёл», и когда Уайт был там же с документальным фильмом об электрической гитаре «Приготовьтесь, будет громко».
Песня получила международную радиопремьеру 18 сентября 2008 года. Первые рецензии на песню были смешанными. Некоторые критики ожидают, что песня получит большую популярность, как только её станут больше проигрывать на радио и артисты будут исполнять её вживую.
Саундтрек к фильму был выпущен 28 октября 2008 года. Дорожка к фильму была написана Дэвидом Арнольдом. Прежде ходили слухи, что вокалистами для 22-го фильма Бондианы станут Эми Уайнхаус или Леона Льюис.
Алиша Киз и её менеджер Джефф Робинсон подписали контракт с компанией «Дисней» на участие в будущих акциях и проектах компании. Киз и Робинсон также создали собственную телепроизводственную компанию «Big Pita, Little Pita». Ожидается[кем?], что Киз сыграет несколько ролей в новых диснеевских фильмах и примет участие в создании музыки для них.
Совместно с рекорд-продюсером Swizz Beatz Киз написала песню «Million Dollar Bill» («Миллион-долларовая купюра») для седьмого студийного альбома Уитни Хьюстон «I Look to You», которая была выпущена как первый сингл с этого альбома.
В июне 2009 года «Американское общество композиторов, авторов и издателей» (ASCAP) удостоило Киз награды «Golden Note Award», которую получают артисты, достигшие экстраординарных вершин в своей карьере.

### The Element of Freedom
Четвёртый студийный альбом Киз будет выпущен 1 декабря 2009 года под названием «The Element of Freedom». 15 сентября на своём YouTube-канале Киз разместила аудиоклип песни «Doesn’t Mean Anything», первого сингла с альбома.
В связи с выпуском нового альбома Киз выступила на джазовом островном фестивале на Каймановых островах 5 декабря, в последнюю ночь трёхдневного фестиваля.

## 2010-е

### 2010—2011
В мае 2010 года представитель Киз и рэпера Swizz Beatz подтвердил, что они помолвлены и ждут совместного ребёнка. Свадьба состоялась 31 июля 2010 года на острове Корсика. 4 октября 2010 года Киз родила первого сына в Нью-Йорке. Она записала совместную песню с Ив под названием «Speechless» и посвятила её сыну.
В июне 2011 года альбом Songs in A Minor был переиздан в виде делюксового и коллекционного изданий в честь 10-летия со дня его выхода. В поддержку этого релиза Алиша Киз отправилась в промотур по четырём городам под названием Piano & I: A One Night Only Event With Alicia Keys.
В конце июня 2011 года в музее мадам Тюссо в Нью-Йорке была представлена восковая фигура Киз.
26 сентября 2011 года состоялась премьера «Five», короткометражного фильма, в котором Алиша Киз дебютировала в качестве режиссёра. Это документальный фильм из пяти эпизодов, в которых рассказываются истории пяти женщин, заболевших раком груди, и о том, как это повлияло на их жизнь. В качестве режиссёров других эпизодов выступили актрисы Дженнифер Энистон, Деми Мур и режиссёры Пэтти Дженкинс и Пенелопа Сфирис.

### 2012—2015
В 2012 году на лейбле RCA Records вышел пятый альбом Киз Girl on Fire. Альбом получил положительные отзывы критиков и возглавил американский хит-парад Billboard 200.

## Личная жизнь
С 31 июля 2010 года Алиша замужем за рэпером Swizz Beatz, с которым она встречалась 14 месяцев до их свадьбы. У супругов есть два сына: Иджипт Дауд Дин (род. 14.10.2010) и Дженесис Али Дин (род. 27.12.2014).

## Интересные факты

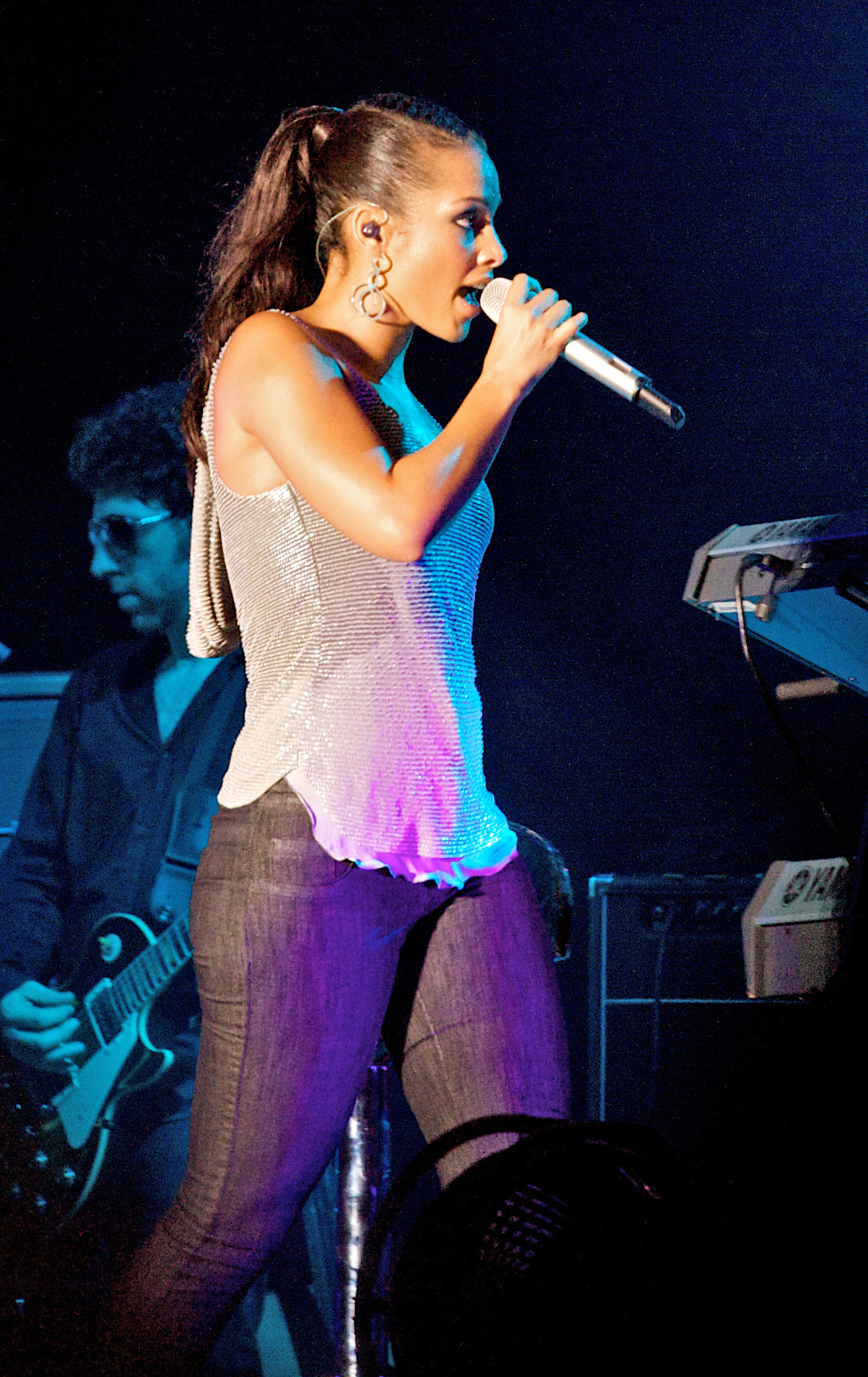

- Алиша Киз — одна из немногих, кто напрямую упоминаются в творчестве Боба Дилана. В одной из своих песен («Thunder on the Mountain») рок-музыкант произносит слова «Когда я думаю о детстве Алиши Киз, я не могу удержаться от слёз». На вопрос журналиста Дилан пояснил, что, увидев выступление Киз на церемонии «Грэмми», поймал себя на мысли, что «в этой девчонке нет такой черты, которая бы мне была не по душе».[источник не указан 1399 дней]
- В 2005 году Киз открыла свою звукозаписывающую студию «The Oven Studios»[33][34], расположенную в Нью-Йорке на Лонг-Айленде. Она является совладельцем студии с её творческим партнёром Керри «Krucial» Брадерзом. Студия была разработана знаменитым студийным архитектором Джоном Сториком, дизайнером Electric Lady Studios Джими Хендрикса. Киз и Брадерз также сооснователи компании KrucialKeys Enterprises, продюсерской и авторской команды, помогавшей как самой Киз в создании её успешных альбомов, так и создававшей музыку для других артистов.
- Киз также участвовала в предвыборной кампании Барака Обамы, записывая тематические песни с другими артистами.
- В 2016 году Киз выступила на открытии финала Лиги чемпионов УЕФА

### Скандалы
- В интервью журналу Blender Киз заявила, что «„ганста рэп“ — это приём для убеждения чёрных убивать друг друга, „ганста рэпа“ не существует», добавив, что он был создан «правительством». Журнал также заявляет, будто она сказала, что «Тупак и Бигги были по существу убиты, их мясо жарило правительство и массмедиа, чтобы не допустить появления нового великого чёрного лидера». Киз впоследствии написала разъяснения по этим вопросам, сказав, что её слова были неправильно поняты[35][36][37].
- В июле 2008 года Киз была раскритикована ветеранами антитабачного движения за то, что на щитах, рекламирующих её будущие концерты в Индонезии, было изображно лого бренда сигарет табачной компании Philip Morris. Киз извинилась после того, как обнаружила, что концерт спонсируется этой фирмой, и попросила «поправочных действий». Как результат, компания забрала своё спонсорство.[источник не указан 1399 дней]

## Дискография

### Альбомы
| Год | Альбом*                                       | Верхние позиции в мировых чартах | Верхние позиции в мировых чартах | Верхние позиции в мировых чартах | Верхние позиции в мировых чартах | Верхние позиции в мировых чартах | Верхние позиции в мировых чартах | Верхние позиции в мировых чартах | Верхние позиции в мировых чартах | Верхние позиции в мировых чартах | Верхние позиции в мировых чартах | Сертификация RIAA | Продано копий в мире, млн. |
| Год | Альбом*                                       | Billboard 200                    | Top R&B                          | [ 44 ]                           | [ 45 ]                           | [ 46 ]                           | [ 47 ]                           | [ 48 ]                           | [ 49 ]                           | [ 50 ]                           | [ 51 ]                           | Сертификация RIAA | Всего                      |
| --- | --------------------------------------------- | -------------------------------- | -------------------------------- | -------------------------------- | -------------------------------- | -------------------------------- | -------------------------------- | -------------------------------- | -------------------------------- | -------------------------------- | -------------------------------- | ----------------- | -------------------------- |
| 2001 5 июня | Songs in A Minor 1-й студийный альбом         | 1                                | 1                                | 3                                | 2                                | 12                               | 5                                | 1                                | 4                                | 3                                | 6                                | 6x Платиновый     | 12                         |
| 2003 1 декабря | The Diary of Alicia Keys 2-й студийный альбом | 1                                | 1                                | 22                               | —                                | 5                                | 37                               | 2                                | 25                               | 1                                | 13                               | 4х Платиновый     | 9                          |
| 2005 7 октября | Unplugged 1-й концертный альбом               | 1                                | 1                                | 33                               | —                                | 20                               | 49                               | 2                                | 28                               | 7                                | 52                               | Платиновый        | 2                          |
| 2007 9 ноября | As I Am 3-й студийный альбом                  | 1                                | 1                                | 3                                | 2                                | 5                                | 15                               | 2                                | 5                                | 1                                | 11                               | 3х Платиновый     | 6                          |
| 2009 11 декабря | The Element of Freedom 4-й студийный альбом   | 2                                | 1                                | 19                               | 5                                | 13                               | 9                                | 2                                | 22                               | 1                                | 1                                | Платиновый        | 4                          |
| 2012 27 ноября | Girl On Fire 5-й студийный альбом             | 1                                | 1                                | 12                               | 8                                | 8                                | 27                               | 8                                | 22                               | 3                                | 15                               |                   |                            |
| «—» обозначает отсутствие альбома в чарте, поскольку альбом не был выпущен в этой стране или не попал в чарт. «*» первые 4 студийных альбома и первый концертный альбом были выпущены на J Records. |                                               |                                  |                                  |                                  |                                  |                                  |                                  |                                  |                                  |                                  |                                  |                   |                            |

#### Студийные альбомы
- 2001: Songs in A Minor
- 2003: The Diary of Alicia Keys
- 2007: As I Am
- 2009: The Element of Freedom
- 2012: Girl on Fire
- 2016: Here
- 2020: Alicia
- 2021: Keys
- 2022: Keys II
- 2022: Santa Baby[52]

#### Компиляции и бокс-сеты
- 2010: The Platinum Collection (бокс-сет включает первые три студийных альбома)

#### Альбомы ремиксов
- 2002: Remixed & Unplugged in A Minor
- 2008: Remixed

#### Переиздания
- 2008: As I AM — The Super Edition
- 2011: Songs in A Minor — 10th Anniversary Edition

### Синглы
| 2001 | «Fallin'»                                     | 1   | 1  | 7  | 24 | 3  | 1  | 1  | 7  | 2  | 3   | Songs in A Minor         |
| 2001 | «A Woman’s Worth»                             | 7   | 3  | 16 | —  | 25 | 22 | 5  | 31 | 32 | 18  | Songs in A Minor         |
| 2002 | «How Come You Don’t Call Me»                  | 59  | 30 | 29 | —  | 32 | 73 | —  | —  | 60 | 26  | Songs in A Minor         |
| 2002 | «Girlfriend»                                  | —   | 82 | 13 | —  | 40 | 18 | —  | —  | —  | 24  | Songs in A Minor         |
| 2003 | «You Don’t Know My Name»                      | 3   | 1  | —  | —  | 33 | 20 | —  | 54 | 26 | 19  | The Diary of Alicia Keys |
| 2004 | «If I Ain’t Got You»                          | 4   | 1  | —  | —  | 44 | 11 | —  | —  | 35 | 18  | The Diary of Alicia Keys |
| 2004 | «Diary» (при участии Tony! Toni! Toné!)       | 8   | 2  | —  | —  | —  | —  | —  | —  | —  | —   | The Diary of Alicia Keys |
| 2004 | «Karma»                                       | 20  | 17 | —  | —  | —  | 40 | —  | —  | 71 | —   | The Diary of Alicia Keys |
| 2005 | «Unbreakable»                                 | 34  | 4  | —  | —  | —  | 45 | —  | —  | —  | —   | Unplugged                |
| 2006 | «Every Little Bit Hurts»                      | —   | —  | —  | —  | —  | —  | —  | —  | —  | —   | Unplugged                |
| 2007 | «No One»                                      | 1   | 1  | 3  | 2  | 8  | 4  | 2  | 5  | 1  | 6   | As I Am                  |
| 2008 | «Like You’ll Never See Me Again»              | 12  | 1  | 77 | —  | 48 | 84 | —  | 57 | —  | 53  | As I Am                  |
| 2008 | «Teenage Love Affair»                         | 54  | 3  | —  | —  | —  | —  | 21 | —  | —  | 199 | As I Am                  |
| 2008 | «Superwoman»                                  | 82  | 12 | 57 | —  | —  | 75 | —  | 32 | 48 | 128 | As I Am                  |
| 2009 | «Doesn’t Mean Anything»                       | 60  | 14 | 96 | 66 | 34 | 43 | 22 | —  | 5  | 8   | The Element of Freedom   |
| 2009 | «Try Sleeping with a Broken Heart»            | 27  | 2  | —  | 37 | 22 | 44 | 12 | 10 | 21 | 7   | The Element of Freedom   |
| 2010 | «Put It in a Love Song» (при участии Бейонсе) | —   | 60 | 18 | 71 | 26 | —  | 24 | —  | —  | —   | The Element of Freedom   |
| 2010 | «Empire State of Mind (Part II) Broken Down»  | 55  | 76 | 61 | 40 | 8  | 6  | —  | 59 | 19 | 4   | The Element of Freedom   |
| 2010 | «Un-Thinkable (I’m Ready)»                    | 21  | 1  | —  | —  | —  | —  | —  | —  | —  | —   | The Element of Freedom   |
| 2010 | «Wait Til You See My Smile»                   | —   | —  | —  | —  | —  | —  | —  | —  | —  | —   | The Element of Freedom   |
| 2011 | «Speechless» (с Eve)                          | —   | 76 | —  | —  | —  | —  | —  | —  | —  | —   | Сингл без альбома        |
| 2012 | «Girl On Fire» (с Ники Минаж)                 | 11  | 2  | 12 | 6  | 15 | 5  | 7  | 29 | 5  | 5   | Girl On Fire             |
| 2012 | «Brand New Me»                                | 120 | 14 | —  | —  | —  | —  | —  | —  | —  | 92  | Girl On Fire             |
| «—» обозначает отсутствие сингла в чарте, поскольку сингл не был выпущен в этой стране или не попал в чарт. |                                               |     |    |    |    |    |    |    |    |    |     |                          |

### Видеоклипы
| 2000-е                                                     | 2000-е | 2000-е                                                     |
| ---------------------------------------------------------- | ------ | ---------------------------------------------------------- |
| Название                                                   | Год    | Режиссёр                                                   |
|                                                            |        |                                                            |
| Fallin'                                                    | 2001   | Крис Робинсон                                              |
| A Woman’s Worth                                            | 2001   | Крис Робинсон                                              |
| Brotha Part II (Энджи Стоун с участием Алиши Киз и Ив)     | 2001   | Крис Робинсон                                              |
|                                                            |        |                                                            |
| What’s Going On (Artists Against AIDS Worldwide)           | 2002   | Джейк Скотт                                                |
| Girlfriend                                                 | 2002   | Патрик Хельк                                               |
| Gangsta Lovin' (Ив с участием Алиши Киз)                   | 2002   | Little X                                                   |
| How Come You Don’t Call Me                                 | 2002   | Little X                                                   |
|                                                            |        |                                                            |
| You Don’t Know My Name                                     | 2003   | Крис Робинсон                                              |
|                                                            |        |                                                            |
| If I Ain’t Got You                                         | 2004   | Дайан Мартел                                               |
| Diary (с участием Jermaine Paul)                           | 2004   | Ламонт Бурелл, Род Айзекс, Джефф Робинсон, Брайан Кэмпбелл |
| My Boo (Ашер с участием Алиши Киз)                         | 2004   | Крис Робинсон, Ашер                                        |
| Karma                                                      | 2004   | Крис Робинсон, Алиша Киз                                   |
|                                                            |        |                                                            |
| Unbreakable                                                | 2005   | Алекс Колетти                                              |
| Every Little Bit Hurts                                     | 2005   | Джастин Фрэнсис                                            |
|                                                            |        |                                                            |
| Ghetto Story Chapter 2 (Cham с участием Алиши Киз)         | 2006   | Санаа Хамри                                                |
|                                                            |        |                                                            |
| No One                                                     | 2007   | Джастин Фрэнсис                                            |
| Like You’ll Never See Me Again                             | 2007   | Дайан Мартел                                               |
|                                                            |        |                                                            |
| Teenage Love Affair                                        | 2008   | Крис Робинсон                                              |
| Superwoman                                                 | 2008   | Крис Робинсон                                              |
| Another Way to Die (Джек Уайт с участием Алиши Киз)        | 2008   | P. R. Brown, MK12                                          |
|                                                            |        |                                                            |
| Empire State of Mind (Jay-Z с участием Алиши Киз)          | 2009   | Хайп Уильямс                                               |
| Looking for Paradise (Алехандро Санс с участием Алиши Киз) | 2009   | Джил Грин                                                  |
| Doesn’t Mean Anything                                      | 2009   | P. R. Brown                                                |
| Try Sleeping with a Broken Heart                           | 2009   | Syndrome                                                   |
| 2010-е                                                     |        |                                                            |
|                                                            |        |                                                            |
| Put It in a Love Song (с участием Бейонсе)                 | 2010   | Мелина Мацукас                                             |
| Un-Thinkable (I’m Ready)                                   | 2010   | Джейк Нава                                                 |
| Wait Til You See My Smile                                  | 2010   | Скотт Орр                                                  |
|                                                            |        |                                                            |
| International Party (Swizz Beatz с участием Алиши Киз)     | 2011   | Крис Робинсон                                              |
|                                                            |        |                                                            |
| Girl on Fire (с участием Ники Минаж)                       | 2012   | Софи Мюллер                                                |
| Girl on Fire (Alternate video)                             | 2012   | Мика Нинагава                                              |
| Brand New Me                                               | 2012   | Дайан Мартел                                               |
|                                                            |        |                                                            |
| Brand New Me Part II                                       | 2013   | Тадж Стэнсберри                                            |
| Fire We Make                                               | 2013   | Крис Робинсон                                              |
| New Day                                                    | 2013   | Indrani                                                    |
| Tears Always Win                                           | 2013   | Роберт Хэйлз                                               |
|                                                            |        |                                                            |
| It’s On Again (с участием Кендрика Ламара)                 | 2014   |                                                            |

### Видеоальбомы
- 2003: From Start to Stardom
- 2004: The Diary Of Alicia Keys
- 2005: Unplugged

## Туры
- Songs in A Minor Tour (2001—2002)
- Verizon Ladies First Tour (2004)
- Diary Tour (2005)
- As I Am Tour (2008)
- Freedom Tour (2010)
- Piano & I: An Intimate Evening with Alicia Keys and Her Piano (2011)
- Girl on Fire Tour (2013)

## Награды
Алиша Киз является обладательницей множества престижных американских и международных музыкальных наград, среди которых пять наград American Music Awards, десять наград Billboard Music Awards, 14 Грэмми, четыре награды MTV Video Music Awards, 13 наград NAACP Image Awards, шесть наград Soul Train Music Awards и др.

## Фильмография
| Год  |   | Русское название  | Оригинальное название   | Роль           |
| ---- | - | ----------------- | ----------------------- | -------------- |
| 2007 | ф | Козырные тузы     | Smokin' Aces            | Джорджия Сайкс |
| 2007 | ф | Дневники няни     | The Nanny Diaries       | Линетт         |
| 2008 | ф | Тайная жизнь пчёл | The Secret Life of Bees | Джун           |